# Algemene verkiezingen in Liberia (1887)

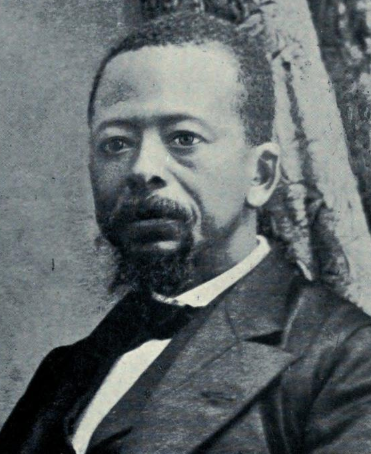
President Hilary R.W. Johnson.

De algemene verkiezingen in Liberia van mei 1887 werden gewonnen door zittend president Hilary R.W. Johnson van de True Whig Party. Johnson was de enige kandidaat. Na zijn verkiezing werd Johnson geïnaugureerd voor een derde termijn.
| Uitgebrachte stemmen |
| 2.375                |
| Bron: Abbasiattai    |

## Bron
- (en)  African Elections Database: 1887 Liberia Presidential Election